# للا يدونة
للا يدونة هي إحدى الوليات الصالحات بمدينة فاس، ولعلها من أهل القرن 17م أو 18م[محل شك].

## حياتها
كانت للا يدونة من صالحات فاس، وهي من أهل داخل باب الفتوح، وقد أشار الشيخ المدرع في منظومته في مشاهير صلحاء فاس إلى للا يدونة مع رجلين آخرين يقال لأحدهما سيدي السمار، وللأخر سيدي علي الكسكس، وكلهم دفنوا بالقرب من سيدي محمد ابن عباد، وقال:
و الــــعـالــــم الـعلامــة الــمـــــدقــق *** الواصل المـــقرب المحقـــق
أحــمـــد الـونـــشريـــســي الــــحــبـــر الكــبيـــــر *** حصــــن الـــشـريعة الــــمعـــظــم الـــــخـــطـيـــــر
وتوجد بحي بين المدن سقاية يتبرك الناس بمائها تعرف بسقاية للا يدونة، وكان يشيع بين النساء اللواتي يزاولن صنعة من الصنائع ويشعرن بنوع من الخمول في ممارسة الصنعة يشربن من ماء السقاية و يرددن[بحاجة لمصدر]:
| للا يدونة | آ للا يدونة اصلح لي يدي راني فالصنعة مغبونة | للا يدونة |

كما هنالك بفاس ساحة تسمى بساحة للا يدونة.